# Commatica falcatella
Commatica falcatella is een vlinder uit de familie van de tastermotten (Gelechiidae). De wetenschappelijke naam van de soort is voor het eerst geldig gepubliceerd in 1864 door Francis Walker.